# Летонија на Европском првенству у атлетици у дворани 2015.
Летонија је учествовала на 33. Европском првенству у дворани 2015 одржаном у Прагу, Чешка, од 5. до 8. марта. Ово је дванаесто европско првенство у дворани од 1992. године од када је Летонија први пут учествовала. Репрезентацију Летоније представљало  је 11 такмичара (9 мушкараца и 2 жене) који су се такмичили у 8 дисциплине (6 мушких и 2 женске).
На овом првенству Летонија није освојила ниједну медаљу. У табели успешности према броју и пласману такмичара који су учествовали у финалним такмичењима (првих 8 такмичара) Летонија је са 1 учесником у финалу делила 31. место са 1 бодом.
| Пл. | Земља    | 1. место | 2. место | 3. место | 4. место | 5. место | 6. место | 7. место | 8. место | Бр. фин. Бод. |
| --- | -------- | -------- | -------- | -------- | -------- | -------- | -------- | -------- | -------- | ------------- |
| 31. | Летонија | –        | –        | –        | –        | –        | –        | –        | 1 - 1    | 1 - 1         |

Није оборен ниједан национални рекорд, а један такмичар је изједначио лични рекорд.

## Учесници
| Мушкарци: - Јанис Балтус — 400 м - Renārs Stepiņš — 800 м - Паул Арентс — 800 м - Кристап Валтерс — 800 м - Дмитриј Јуркевич — 1.500 м - Карлис Пујатс — Скок мотком - Марекс Арентс — Скок мотком - Елвијс Мисанс — Скок удаљ - Марис Уртанс — Бацање кугле | Жене: - Мадара Оружане — Скок увис - Ајга Грабусте — Скок удаљ |  |

## Резултати

### Мушкарци
| Атлетичар        | Дисциплина   | Лични рекорд | Квалификације | Квалификације | Полуфинале            | Полуфинале            | Финале                | Финале       | Детаљи |
| Атлетичар        | Дисциплина   | Лични рекорд | Резултат      | Место         | Резултат              | Место                 | Резултат              | Место        | Детаљи |
| ---------------- | ------------ | ------------ | ------------- | ------------- | --------------------- | --------------------- | --------------------- | ------------ | ------ |
| Јанис Балтус     | 400 м        | 47,72        | 48,82         | 6. у гр. 6    | Није се квалификовао  | Није се квалификовао  | Није се квалификовао  | 28 / 30 (33) |        |
| Renārs Stepiņš   | 800 м        | 1:48,08      | 1:51,20       | 6. у гр. 3    | Нису се квалификовали | Нису се квалификовали | Нису се квалификовали | 34 / 40      |        |
| Паул Арентс      | 800 м        | 1:49,93      | 1:50,62       | 5. у гр. 4    | Нису се квалификовали | Нису се квалификовали | Нису се квалификовали | 28 / 40      |        |
| Кристап Валтерс  | 800 м        | 1:50,71      | 1:50,94       | 6. у гр. 5    | Нису се квалификовали | Нису се квалификовали | Нису се квалификовали | 31 / 40      |        |
| Дмитриј Јуркевич | 1.500 м      | 3:45,95      | 3:42,84       | 5. у гр. 1    |                       |                       | Није се квалификовао  | 12 / 28      |        |
| Карлис Пујатс    | Скок мотком  | 5,36         | 5,05          | 19.           | Нису се квалификовали | 19 / 21 (24)          |                       |              |        |
| Марекс Арентс    | Скок мотком  | 5,60         | 5,60 =ЛР      | 11.           | Нису се квалификовали | 11 / 21 (24)          |                       |              |        |
| Елвијс Мисанс    | Скок удаљ    | 8,00         | БП            | БП            | БП                    | БП                    | БП                    | БП           |        |
| Марис Уртанс     | Бацање кугле | 8,00         | БП            | БП            | БП                    | БП                    | БП                    | БП           |        |

### Жене
| Атлетичарка    | Дисциплина | Лични рекорд | Квалификације | Квалификације | Полуфинале | Полуфинале | Финале                | Финале  | Детаљи |
| Атлетичарка    | Дисциплина | Лични рекорд | Резултат      | Место         | Резултат   | Место      | Резултат              | Место   | Детаљи |
| -------------- | ---------- | ------------ | ------------- | ------------- | ---------- | ---------- | --------------------- | ------- | ------ |
| Мадара Оружане | Скок увис  | 1,86         | 1,77          | 21.           |            |            | Није се квалификовала | 21 / 22 |        |
| Ајга Грабусте  | Троскок    | 6,82 НР      | 6,57          | 6. кв         | 6,54       | 8 / 22     |                       |         |        |